# خافيير كورال خورادو
خافيير كورال خورادو (بالإسبانية: Javier Corral Jurado)‏ هو صحفي وسياسي مكسيكي، ولد في 2 أغسطس 1966 في إل باسو في الولايات المتحدة. حزبياً، نشط في حزب العمل الوطني. وقد انتخب Governor of Chihuahua ‏ وانتخب عضو مجلس الشيوخ من المكسيك وانتخب عضو مجلس النواب المكسيك.